# Битва под Липнишками
Битва под Липнишками состоялась 27 мая 1794 года во время польского восстания под руководством Тадеуша Костюшко.

## Битва
Главнокомандующий повстанческими силами в Великом княжестве Литовском генерал-лейтенант Якуб Ясинский решил соединиться с дивизией генерала Антония Хлевинского, которая прибыла из Меркине в Эйшишки, чтобы совместно с ним напасть на авангард русской дивизии под командованием генерал-майора князя Павла Дмитриевича Цицианова (около 1350 человек и 8 орудий), укрепившейся в Гродно.
Якуб Ясинский во главе своей дивизии (более 3 000 солдат) выступил из Вильнюса около 18 мая и, пройдя Яшуны, Солечники и Вороново, соединился с дивизией А. Хлевинского 22 мая. Объединённое литовские войско 23 мая прибыло в Ивье.
В это время передовые части князя Цицианова перешли за р. Неман. Полковник Леонтий Беннигсен 24 мая занял Вишнев, а 26 мая прошёл через Богданов и прибыл в Трабы. Поскольку наступление Беннигсена угрожало отделить литовские войска от Вильнюса, Я. Ясинский и А. Хлевинский 26 мая вынуждены были отступить к Липнишкам. Л. Л. Беннигсен, имевший 4 400 солдат и 18 орудий, 27 мая, примерно в 3 часа утра вышел из Траб и к полудню подошёл к Липнишкам.
Несмотря на то, что литовские дивизии Якуба Ясинского и Антония Хлевинского, имевшие в общей сложности более 5 тысяч человек, имели численное превосходство, полковник Леонтий Беннигсен решил атаковать противника. Битва началась взаимным артиллерийским обстрелом. Русские отряды в двух местах форсировали речку Гавья (приток Немана) и выстроились в боевом порядке. Я. Ясинский укрыл свои силы за Липнишками.
После артподготовки русские и литовские войска вступили в ожесточенный бой, продолжавшийся несколько часов. В конце сражения Якуб Ясинский направил в атаку кавалерию, но атака была отбита. Когда Беннигсен стал угрожать левому крылу литовцев, Якуб Ясинский отдал приказ отступать на город Лиду. Л. Л. Беннигсен некоторое время пытался преследовать отступающих литовцев, после чего вернулся в Липнишки, откуда 28 мая отступил в Ивье.
Литовцы потеряли в битве около 200 солдат, а русские — около 150 солдат.